# 胡小燕

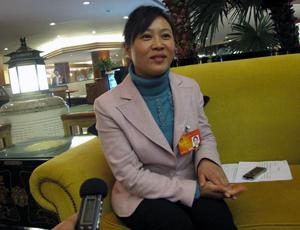
胡小燕

胡小燕（1974年—），四川省广安市武胜县人，中华人民共和国首位农民工全国人大代表。

## 职业
2008年胡小燕成为了中国第一个全国人大代表农民工, 在业余时间兼职公务。